# Carretera de la República
La Carretera de la República o Carretera Puricelli es una pista forestal que asciende por el valle de la Fuenfría (valle de la Sierra de Guadarrama) y está ubicada en el término municipal de Cercedilla, en el noroeste de la Comunidad de Madrid (España). Comienza en el área recreativa de Las Dehesas de Cercedilla hasta el puerto de la Fuenfría donde enlaza con el Cordel de Santillana, que asciende desde Segovia. Hay posibilidad de seguir por ella hasta la base de la Peñota, dónde termina realmente este camino. 

## Características

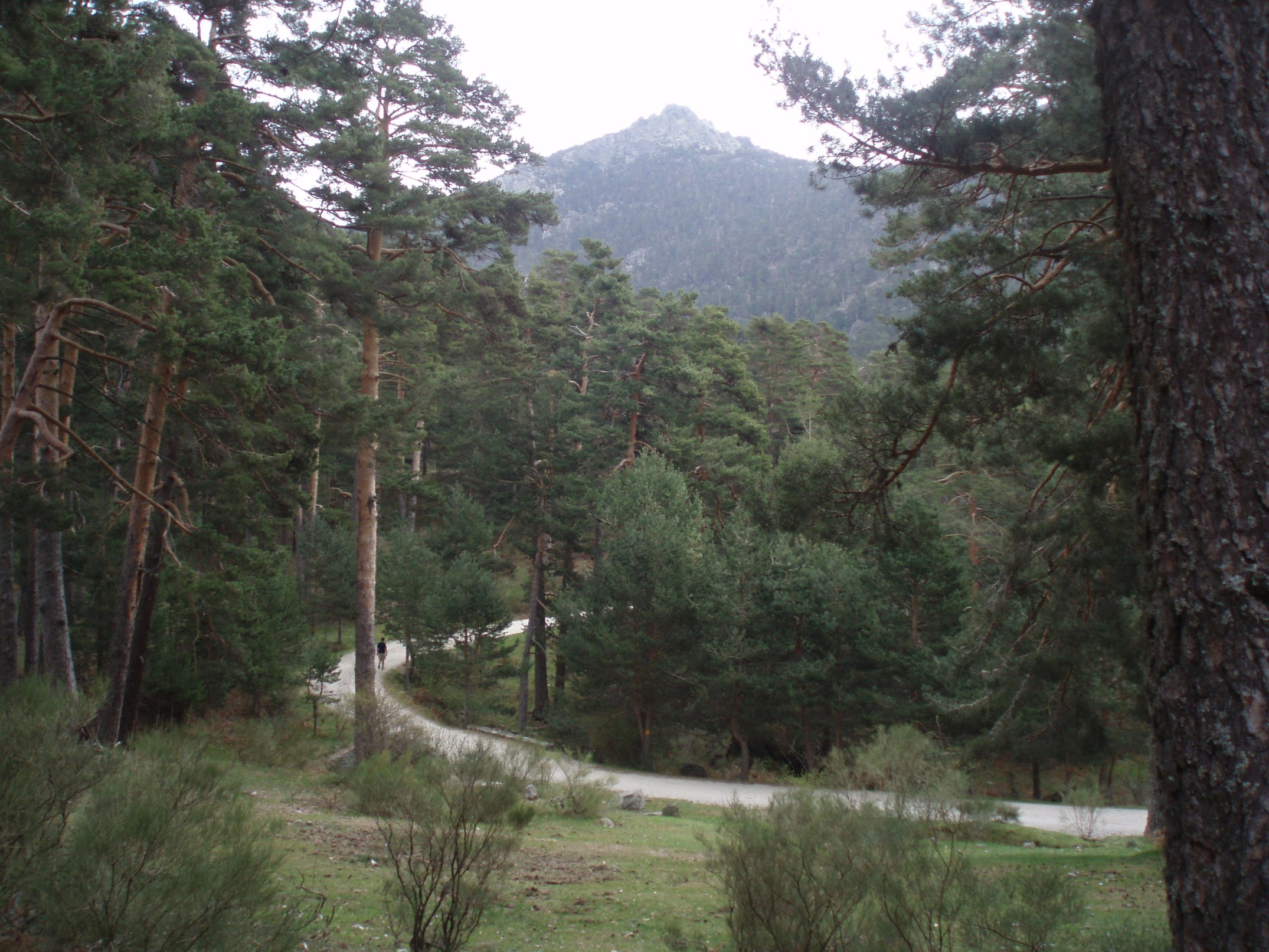
Carretera de la República rodeada de pinos silvestres en la zona central del valle de la Fuenfría.

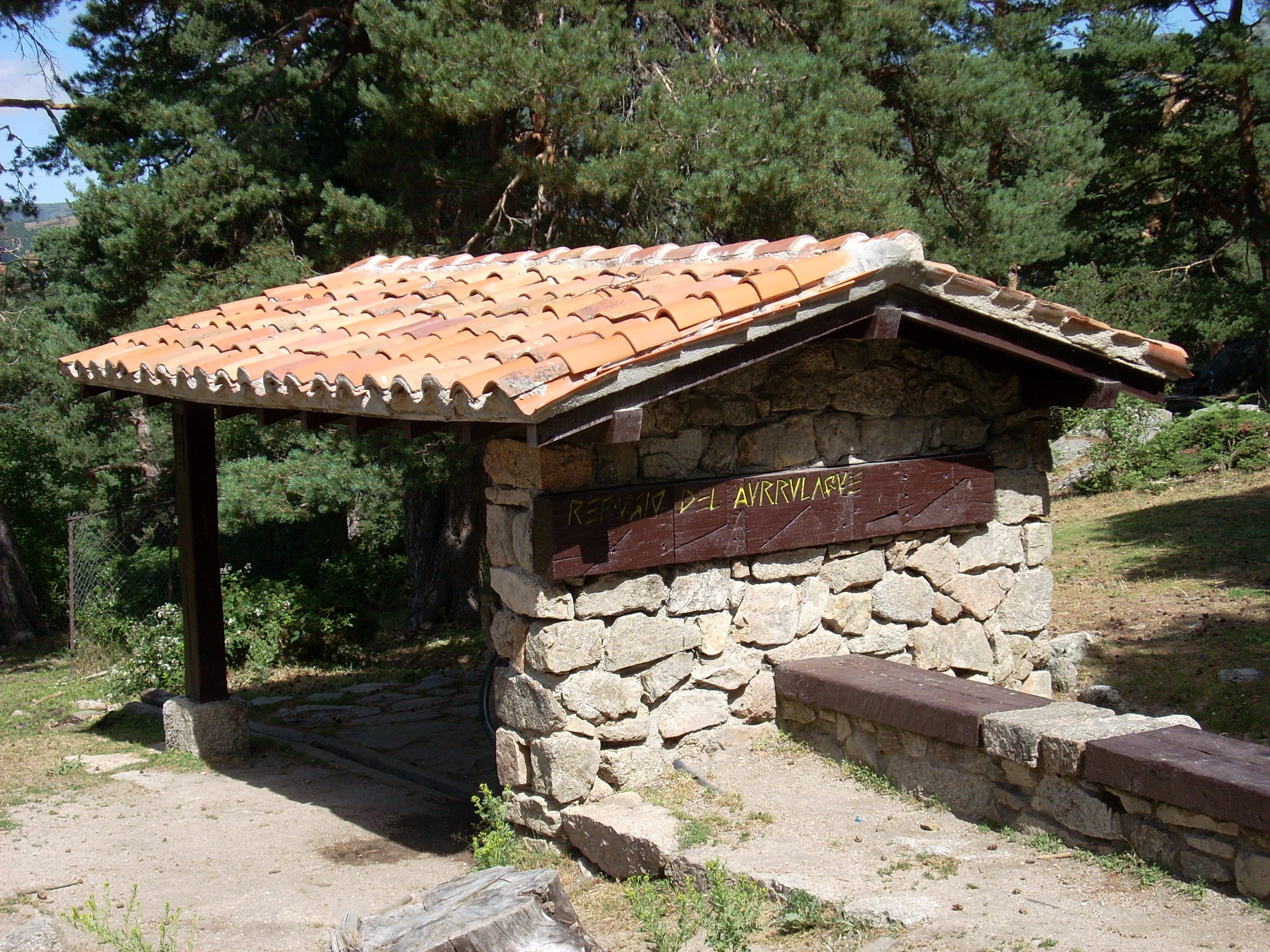
El refugio de Aurrulaque, en la pradera de Navarrulaque.

Situación: Valle de Fuenfría. Cercedilla. (Madrid)
Acceso: Desde la estación de tren de Cercedilla. 
Dificultad: Ruta carente de dificultades, aunque su longitud exige buena forma física.
Recorrido: Ruta lineal, con salida y llegada en el mismo punto.
Longitud: 27 kilómetros, ida y vuelta por la carretera de la República.
Desnivel: 628 metros (Estación Renfe Cercedilla, 1.162 metros, Puerto de la Fuenfría, 1.790 metros).
Material: Calzado de marcha.
Recomendaciones: Ruta ideal para bicicleta de montaña.

## Historia
Considerada uno de los caminos históricos de la Fuenfría, junto con la Calzada romana de la Fuenfría, la calzada borbónica, el Cordel de Santillana más los caminos Viejo de Segovia y Camino Schmid. Recibe su nombre por ser un proyecto de la II República inconcluso a causa de la guerra civil española. 
La construcción de carreteras a través de parajes naturales, hecho que contaría hoy con la oposición de ecologistas y progresistas en general, era considerado en los años 30 por la República como un hecho necesario para que "el acceso a ese pulmón matritense no sea un privilegio de las clases pudientes ni aun de las acomodadas, sino de todos, porque todos tienen derecho a respirar y a vivir"
('Folleto de propaganda de Cercedilla y sus alrededores', 1934). (Fuente https://web.archive.org/web/20140312213638/http://www.excursionesysenderismo.com/rutas/r_madrid6/ruta_038_m6.htm)
En el año 1931 siendo Ministro de Obras Públicas Don Indalecio Prieto (durante la Segunda República) se acometieron distintos proyectos con una doble finalidad: acercar la naturaleza a los madrileños y unir distintos enclaves de la sierra de Guadarrama. 
Se proyectaron cinco carreteras:
- Cercedilla - Valsaín, Carretera de la República - Camino Puricelli.
- La Morcuera - Cotos (por la ladera norte de la Cuerda Larga)
- Puerto de la Fuenfría - Puerto de Navacerrada (por la solana de Siete Picos)
- Miraflores - Valle del Lozoya (por el puerto de la Morcuera)
- Madrid - atravesando el Monte del Pardo - Sierra

En el año 1936, el inicio de la guerra civil española supuso la paralización definitiva de las obras, habiendo sido concluida únicamente la vía que unía Miraflores - Rascafría.
Puricelli Española era la empresa constructora encargada de llevar las obras de la carretera que uniría Cercedilla y Valsaín.
El nombre de la empresa se conserva en la cartelería del inicio del trazado de la ruta, por lo que los cuatro primeros kilómetros se conocen como "Camino Puricelli".
El Camino Puricelli está señalizado con círculos azules, su inicio es en la estación de Cercedilla y finaliza en el sanatorio de la Fuenfría. A partir de entonces, se mantiene el nombre de Carretera de la República.

## Descripción del recorrido
Camino de trazado lineal y escaso desnivel.
En la parte inicial se mantiene parcialmente empedrada y asfaltada, aunque la mayor parte del recorrido habitual hasta el puerto de la Fuenfría es una pista forestal de tierra firme y de escasa pendiente.

### Puntos de interés del recorrido
- calzadas romana y borbónica
- camino Schmidt.
- reloj solar de Cela en memoria de Camilo José Cela
- pradera de Navarrulaque.
- monumentos a Enrique Herreros, Giner de los Ríos y a los Guadarramistas.
- refugio de Aurrulaque
- fuente de Díaz Duque y fuente Antón Ruiz de Velasco.
- puerto de la Fuenfría

Miradores: La carretera destaca por sus miradores, los cuales ofrecen vistas excepcionales del valle de la Fuenfría y los alrededores. 
- Mirador de la Calva o de la Reina. (Valle de la Fuenfría).
- Mirador de Vicente Aleixandre (Sierra de Guadarrama).
- Mirador de Luis Rosales (Sierra de Guadarrama).